# Alberto Marí
 (janvier 2025).
Alberto Marí Sánchez , plus communément appelé Alberto Marí, né le 11 juillet 2001 à Alicante en Espagne, est un footballeur espagnol qui évolue actuellement au poste d'attaquant au Valence CF.

## Biographie
Né à Alicante, dans la Communauté valencienne, Marí a commencé sa carrière au CF Costa Alicante, avant de rejoindre l'équipe Infantil du Hércules CF à l'âge de 12 ans. En 2016, après que son frère aîné a rejoint le Real Valladolid, il a intégré les catégories jeunes du club.
En 2018, Marí a de nouveau suivi les traces de son frère en rejoignant le SD Eibar,,. Le 23 juin 2021, Marí a signé un contrat de trois ans avec le Valencia CF,. Le 1er septembre, il a été définitivement promu dans l'équipe première, se voyant attribuer le maillot numéro 22.